# Sidney Paget

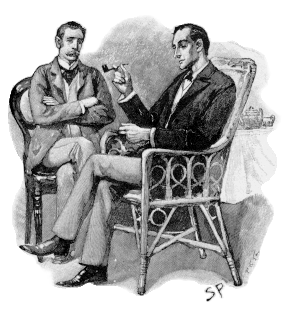
En illustration av Paget föreställande Sherlock Holmes (till höger) och Dr. Watson.

Sidney Edward Paget, född 4 oktober 1860 i London, död 28 januari 1908 i Margate i Kent, var en brittisk tecknare under den viktorianska eran, som arbetade mycket för Strand Magazine där bland annat berättelserna om Sherlock Holmes publicerades.

## Verk
Idag är Paget mest känd som den som skapat den allmänna bilden av Sherlock Holmes. Han anställdes av en slump som illustratör till The Adventures of Sherlock Holmes, en serie på tolv noveller som publicerades mellan juli 1891 och december 1892. Egentligen hade tidningen tänkt anställa hans bror, Walter. Walter användes dock som modell för den berömde detektiven i några av teckningarna.
1893 tecknade han bilder till The Memoirs of Sherlock Holmes, de uppföljande novellerna till The Adventures.... Senare anställdes Paget för Baskervilles hund, The Return of Sherlock Holmes med flera berättelser. Totalt gjorde Paget bilder till en Holmes-roman och 37 noveller (av 4 romaner och 56 noveller), allt som allt 356 publicerade teckningar, och dessa har påverkat alla senare tolkningar av Sherlock Holmes-legenden.
När Holmes popularitet växte, blev teckningarna större och mer utarbetade. Från och med Det sista problemet (The Adventure of the Final Problem), 1893, hade nästan varje Holmes-historia en helsidesteckning plus flera mindre teckningar inuti texten. Bilderna blev också alltmer mörka, när Paget började använda det svartvita mediet för att spegla den dystra tonen i historierna. Troligen kan Pagets teckningar vara en inspiration till amerikanska deckarfilmer och film noir.
Efter Pagets död 1908, fann många illustratörer att de var mer eller mindre tvungna att efterlikna Pagets stil när de tecknade Sherlock Holmes. Vissa menar att Paget gjorde för Sherlock Holmes vad John Tenniel tidigare gjort för Lewis Carrolls Alice i Underlandet: definierade hur rollfigurerna skulle se ut för lång tid framöver.
Idag är en komplett samling av de nummer av The Strand där Sherlock Holmes-teckningarna finns en av de mest sällsynta och mest värdefulla litterära samlarobjekten.

## Kuriosa
Sidney Paget anges också som den person som gav Holmes hans deerstalkermössa och trenchcoat, eftersom Sir Arthur Conan Doyle aldrig nämnde dessa detaljer. Mössan och rocken dyker upp första gången i Mysteriet i Boscombe Valley (The Boscombe Valley Mystery), 1891, och senare i Silverbläsen (The Adventure of Silver Blaze), 1893. Däremot kom den böjda sjöskumspipan från teaterskådespelaren William Gillette.